# Werner Schnatterbeck
Werner Schnatterbeck (* 1950 in Bruchsal) ist ein deutscher Kaufmann, Pädagoge und Hochschullehrer am Karlsruher Institut für Technologie sowie Kommunalpolitiker. Er war Präsident des Oberschulamtes Karlsruhe und ist Gemeinderatsmitglied in Bruchsal.

## Leben und Wirken
Nach einer Ausbildung zum Bankkaufmann absolvierte Schnatterbeck an der Pädagogischen Hochschule in Karlsruhe ein Studium für das Lehramt an Grund- und Hauptschulen. 1977 schloss er eine Ausbildung am Institut für Realschullehrer an der PH Weingarten ab. 1978 kam er als Realschullehrer an die Thomas-Morus-Realschule Östringen, gleichzeitig unterrichtete er in dieser Zeit auch als Religionslehrer am Leibniz-Gymnasium Östringen.
1984 wechselte Schnatterbeck ans Staatliche Seminar Karlsruhe, wo er angehende Realschullehrer auf ihren Beruf vorbereitete. Ab 1987 arbeitete er als Referent am Oberschulamt Karlsruhe. 1992 wurde Schnatterbeck zum Leiter des Staatlichen Schulamtes Mannheim und im Jahr 2000 zum Leiter des Staatlichen Schulamtes Karlsruhe bestellt. 2002 übernahm er schließlich die Leitung des damaligen Oberschulamtes Karlsruhe. In dieser Funktion war er bis 2014 tätig, nach der Verwaltungsstrukturreform im Jahr 2005 als Leiter der Abteilung 7 – Schule und Bildung – des Regierungspräsidiums Karlsruhe.
Parallel zu seinem Berufsweg in der Schule und der Schulverwaltung absolvierte Schnatterbeck den Diplomstudiengang Erziehungswissenschaft mit der Studienrichtung Schulpädagogik und wurde 1992 zum Doktor der Erziehungswissenschaften promoviert. Seit 2010 ist Schnatterbeck Honorarprofessor des Karlsruher Instituts für Technologie.
Schnatterbeck war und ist vielseitig ehrenamtlich engagiert. Er wurde im Jahr 2016 mit dem Verdienstorden der Bundesrepublik Deutschland und 2017 mit dem Verdienstabzeichen des Städtetags Baden-Württemberg ausgezeichnet.

## Weitere Engagements
- 2005–2014 Vorsitzender des DJH-Landesverbandes Baden-Württemberg[7]

## Publikationen (Auswahl)
- Wenn die Hummel wüsste, dass sie nicht fliegen kann! Verlag Regionalkultur 2021
- Lehrerfortbildung und erziehender Unterricht: ein Plädoyer für eine Akzentverschiebung zum mehr Pädagogisch-Philosophischen in der regionalen amtlichen Lehrerfortbildung in Baden-Württemberg, ERKA-Verlag 1992
- Amtliche Lehrerfortbildung in Baden-Württemberg unter dem Anspruch erziehenden Unterrichts : ein Plädoyer für eine Akzentverschiebung zum mehr Pädagogisch-Philosophischen als Beitrag zur Weiterentwicklung der regionalen amtlichen Lehrerfortbildung im Rahmen der Intentionen der Bildungspläne von 1984 (unter Berücksichtigung einer Befragung von GHRS-Lehrern im Oberschulamtsbereich Karlsruhe) Pädagogische Hochschule Karlsruhe Diss. 1992
- Aspekte kirchlicher Jugendarbeit in der Deutschen Demokratischen Republik : Materialsammlung, Vögel München 1977
- Zusammen mit Peter Fiebig und Karl Pellens: Schüler im Museum, Hochschulverlag Freiburg im Brg. 1983